# Mora (sprogforskning)
Mora (fra latin mora: forsinkelse, tøven) er en trykenhed som inden for sprogvidenskab betegner den korteste udtalbare enhed i et sprog. I visse sprog, fx japansk er en mora sprogets mindste enhed der kan betegnes med et enkelt skrifttegn.
En mora forveksles ofte med en stavelse, og det er en udbredt misforståelse at den japanske lyrikform haiku er baseret på stavelser, hvor den faktisk er baseret på morae. 
En eller flera morae udgør tilsammen en stavelse. En stavelse som består af én mora kaldes monomoraisk, hvis den har to morae kaldes den bimoraisk og hvis den har tre morae kaldes den trimoraisk. Trimoraiske stavelser kaldes til tider pluti i forbindelse med sanskrit. 
I de japanske skriftsprog katakana og hiragana, og i det ikke længere anvendte manyōgana, svarer hvert tegn med få undtagelser til en mora, i modsætning til det latinske alfabet, hvor der oftest bruges flere tegn for at skrive en mora. Mora'en ju bliver i hiragana dog skrevet med to tegn, じゅ (=ji+yu), tilsvarende sha som しゃ (shi+ya) (osv.).

## Eksempel
Det japanske ord for Japan, Nippon, indeholder 4 morae: ni-p-po-n, skrevet にっぽん. Ordet judo indeholder også 4 morae: ju-u-do-o (udtales "dzjuudåå")、じゅうどう.